# Le Conte du franklin

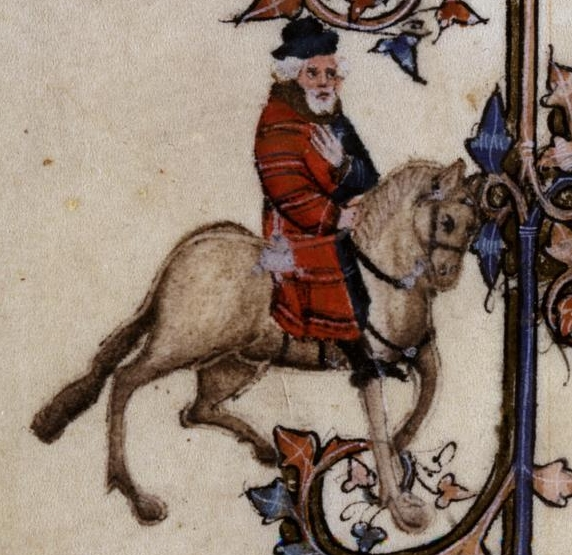
Enluminure du Franklin dans le manuscrit Ellesmere.

Le Conte du Franklin (The Frankeleyns Tale en moyen anglais) est l'un des Contes de Canterbury de Geoffrey Chaucer. Il figure à la fin du Fragment V (F), après le Conte de l'écuyer, et pourrait précéder le Conte du médecin.

## Résumé
Le conte du Franklin prend place en Armorique. Il s'intéresse au mariage d'Arvéragus de Kerru et de Doriguène, union pour le moins atypique, car Arvéragus refuse d'exercer la moindre autorité sur son épouse, contrairement aux normes de l'époque. Ils vivent donc en parfaits égaux, sauf en public, afin qu'Arvéragus ne perde pas la face.
Un an après leur mariage, Arvéragus quitte l'Armorique pour chercher la gloire en Angleterre. Doriguène est au désespoir, malgré les conseils de ses amis. Lorsqu'ils l'emmènent se promener sur la plage, elle contemple les noirs rochers au large et craint que le navire d'Arvéragus ne se fracasse dessus lorsqu'il reviendra. Voyant cela, ses amis décident de l'emmener se distraire dans un jardin, mais rien n'y fait : tout le monde s'amuse, chante et danse, sauf elle.
Durant cette fête, un écuyer nommé Aurélius avoue à Doriguène qu'il l'aime depuis des années. Celle-ci ne souhaite pas devenir une femme infidèle, mais voyant la détresse d'Aurélius, elle lui jure qu'elle sera à lui s'il trouve le moyen de faire disparaître les récifs noirs au large. Aurélius prie les dieux de lui venir en aide, en vain. Il sombre alors dans la mélancolie, et n'en sort que lorsque son frère lui suggère de faire appel à un illusionniste qui réside à Orléans.
L'illusionniste accepte d'aider Aurélius contre mille livres, et fait disparaître les rochers. Aurélius se rend aussitôt chez Doriguène, qui n'en croit pas ses yeux : la voici contrainte de respecter son serment, et donc d'être infidèle à son mari. Celui-ci est entre-temps rentré d'Angleterre, mais se trouve être hors de la ville pour quelques jours. Doriguène se lamente et envisage de mettre fin à ses jours, mais avoue tout à Arvéragus à son retour. Celui-ci réagit calmement : il lui recommande d'honorer son serment, tout en gardant cette affaire secrète.
Doriguène retourne donc auprès d'Aurélius, mais ce dernier comprend alors à quel point l'amour qui l'unit à Arvéragus est profond, et il décide de faire preuve d'autant de noblesse que le chevalier en libérant Doriguène de son serment. Il lui reste cependant à régler les mille livres qu'il doit à l'illusionniste, mais il ne dispose pas de cette somme. Lorsque l'illusionniste apprend ce qui s'est produit, il est tellement impressionné par la noblesse dont ont fait preuve Arvéragus puis Aurélius qu'il décide d'oublier sa dette. Le Franklin conclut son conte en s'adressant à son public pour lui demander quel est celui qui a été le plus généreux.

## Sources et rédaction

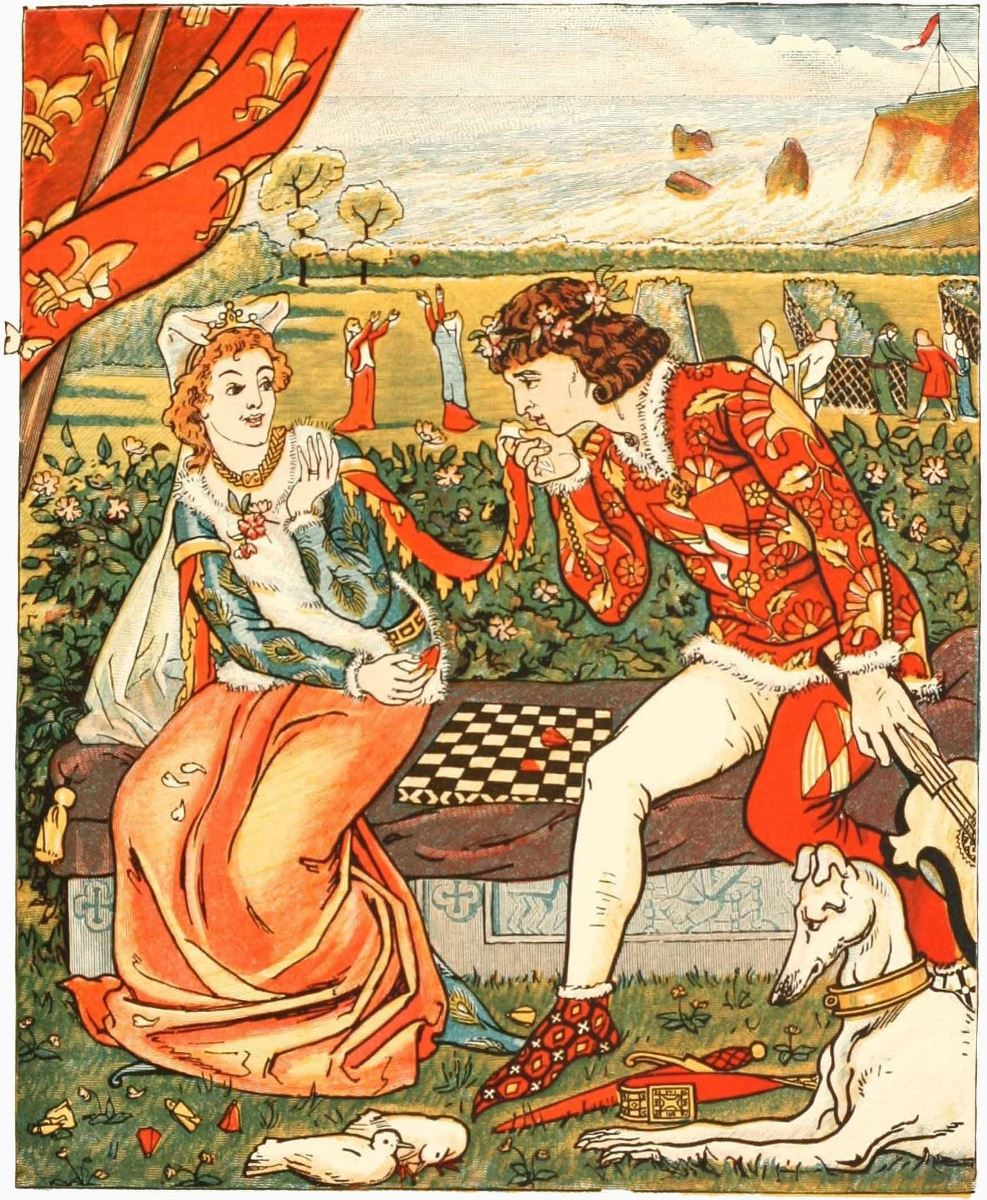
Doriguène et Aurélius dans le jardin vus par Mary Eliza Haweis dans son Chaucer for Children (1882).

Bien que le Franklin affirme raconter un lai breton, il ne semble pas exister de véritable lai qui aurait inspiré Chaucer. La principale source du Conte du Franklin est en fait un récit de Boccace qui figure dans le Filocolo et, sous une forme plus brève, dans le Décaméron. La trame générale des récits de Boccace et Chaucer est la même, mais ce dernier introduit de nouveaux éléments. L'égalité dans le mariage telle qu'elle est recommandée au début du conte puise son inspiration dans le Roman de la Rose, tandis que la remise en doute de Dieu par Doriguène reprend des arguments boéciens et que sa litanie de femmes ayant préféré se donner la mort qu'encourir le déshonneur s'appuie sur le Contre Jovinien de Jérôme de Stridon. Le cadre breton de l'histoire doit peut-être quelque chose à l'Historia regum Britanniae de Geoffroy de Monmouth.

## Analyse
La structure du Conte du Franklin évoque celle typique du roman courtois : la situation initiale, heureuse, est troublée par des événements imprévus qui menacent de déboucher sur une conclusion néfaste, mais un rétablissement survient à temps pour assurer une fin heureuse. Dans le contexte des Contes de Canterbury, il répond tout particulièrement au Conte du Marchand : ils présentent le même trio central (le chevalier, sa femme et l'écuyer) et un jardin sert de décor aux scènes cruciales, mais les deux histoires connaissent des fins diamétralement opposées : chez le Marchand, l'intervention surnaturelle des fées donne lieu à une fin où l'adultère est consommé avec bravache, tandis que chez le Franklin, c'est le seul libre-arbitre des personnages humains qui permet de déboucher sur une fin positive pour tous.